# Eledone moschata
Eledone moschata — вид осьминогов из семейства Octopodidae.

## Распространение
Встречается по всему Средиземному морю и иногда встречается в прилегающих частях Атлантического океана, вокруг Кадисского залива и у побережья Португалии.

## Среда обитания
Обитает на глубине до 400 метров в песке. Обычно закапывается в отложения.

## Описание
Максимальная длина мантии — 188 мм, общая длина — 740 мм, а масса до 1 414 грамм. Самый крупный представитель вида был пойман в заливе Смирна в Эгейском море. Голова меньше туловища, глаза выпуклые. На каждой руке по одному ряду присосок. Третья правая рука самца называется гектокотиль. Гектокотиль используется для передачи сперматофоров самке от самца. Цвет серо-коричневый с тёмными пятнами. Eledone moschata отличается от Eledone cirrhosa тем, что имеет гладкую кожу и пахнет мускусом.

## Рацион
Питается и моллюсками, и ракообразными и рыбами.

### Поедаемые ракообразные
Maja squinado, Maja crispata, Macropodia rostrata, Macropodia longirostris, Pisa tetraodon, Dorippe lanata, Lissa chiragra, Lambrus angulifrons, Lambrus massena, Inachus dorsettensis, Carcinus aestuarii, Pachygrapsus marmoratus, Xantho poressa, Pilumnus hirtellus, Goneplax rhomboides, Pagurus prideaux, Ilia nucleus и Squilla mantis.

### Поедаемые моллюски
Chlamys varia, Mytilus galloprovincialis, Sepia orbignyana, Illex coindetii, Loligo subulata.

### Поедаемые рыбы
Engraulis encrasicolus, Sardina pilchardus, Mullus barbatus, Diplodus annularis, Merluccius merluccius, Merlangius merlangus, Lepidotrigla cavillone, Trachurus trachurus и Trisopterus minutus. 